# 東北新幹線脱線事故
東北新幹線脱線事故（とうほくしんかんせんだっせんじこ）は、2022年（令和4年）3月16日に発生した福島県沖地震により起きた、東北新幹線の列車脱線事故である。営業中の新幹線が脱線事故を起こしたのは上越新幹線脱線事故以来2例目である。この項目では新幹線脱線事故とその後の復旧について述べる。

## 概要

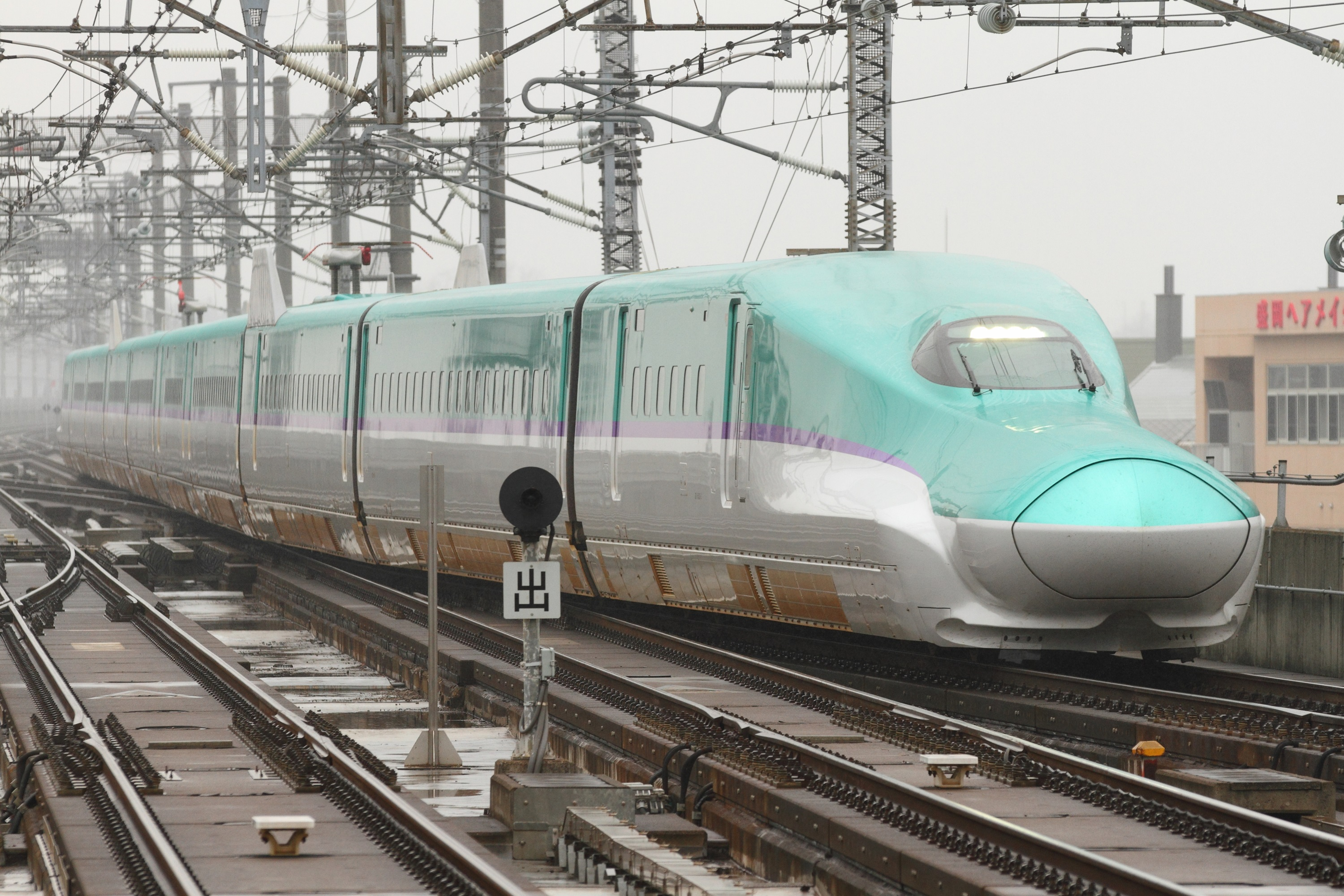
当事故で脱線したH5系H2編成（2015年撮影、盛岡駅）

2022年（令和4年）3月16日23時36分頃、福島県沖を震源とするマグニチュード7.4（最大震度6強）の福島県沖地震が発生。これにより、東北新幹線の福島駅 - 白石蔵王駅間（宮城県白石市内）を走行していた223B列車「やまびこ223号」（H5系+E6系連結の17両編成）が営業運転中に脱線した。17両編成のうち13号車以外の16両が脱線し、合わせて68の車軸のうち60基がレールから外れていた。また、一部の車両がレールから大幅にずれて傾くなどの被害が確認されたほか、高架橋の損傷や電化柱の傾斜などの被害も発生した。高架橋や駅ホームの土台などの土木構造物は20か所が損傷した。
この事故での負傷者は当初なしと報告されていたが、後日の申告を合わせて計6人となった。乗客は地震発生から約4時間後に列車を降りて線路沿いを歩き、現場から1キロほど離れたところにある非常口を通って高架を降り、待機していたバスで移動した。
この事故の影響で、東北新幹線は翌3月17日から那須塩原駅 - 盛岡駅間で終日運転を見合わせたほか、山形新幹線の東京駅 - 新庄駅間、秋田新幹線の東京駅 - 盛岡駅間も運転を見合わせた。
運転営業中の新幹線が地震により脱線事故を起こしたのは、2004年（平成16年）10月23日に発生した新潟県中越地震による上越新幹線「とき325号」の脱線事故以来2例目である。

## 調査

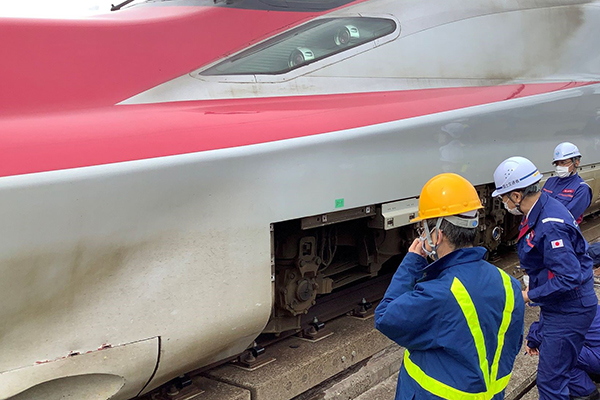
脱線・被災した車体を視察する国土交通大臣の斉藤鉄夫

国の運輸安全委員会はこの事故の調査を行った。やまびこ223号が脱線した福島駅 - 白石蔵王駅間は最高速度が時速320キロとなっていたが、地震が起きた際に列車は白石蔵王駅での停車に向け減速しており、地震を検知して非常ブレーキがかかる過程、または停車後に脱線したと考えられる。脱線した列車には「レール転倒防止装置」や「逸脱防止ガイド」が設置されていた。初期微動（P波）を検知して自動でブレーキを掛けさせる装置は正常に作動していたという。ただし先頭車両は「逸脱防止ガイド」を超えて逸脱したことが分かった。
運輸安全委員会が2024年3月28日に本事故について公表した調査報告書によれば以下の通りである。
- 当該列車は福島駅を定刻(22年3月16日午後11時21分)より約5分遅れて出発。
- 福島駅を出発後最大速度320km/hで運転した後、白石蔵王駅に停車するために減速。
- 午後11時34分27秒0に発生した最大震度5弱の地震(前震)が発生。
- 午後11時34分45秒4に新白石SP地震計が警報し、新幹線早期地震検知システムを稼働させる。
- 午後11時34分46秒ごろに架線停電。
- 午後11時34分46秒6に当該列車は154km/hで走行中のところ停電ブレーキが動作し、運転士が非常ブレーキをかける。
- 午後11時35分18秒6に当該列車は停止をした。
- 午後11時37分14秒8に新白石SP地震計が警報。最大震度6強の本震(午後11時36分33秒ごろ)にて時速0km/hで脱線したと推定されている。

全68の車軸のうち60の車軸が脱線しており、そのうち先頭車両等の10の車軸はレールからずれるのを防止するガイドがレールを乗り越えてしまう逸脱状態とされ、脱線の原因は地震の強い揺れで車輪が浮き上がった際にレールが横移動し、車輪がレールの上を乗り越えたことにより、結論はロッキング脱線が起きたとみられたと指摘した。
更に、車体のローリングに伴い空気ばねが過大な変形による空気抜けの状態となり、脱線を助長したとしている。仮に速度が高かったとしても車両挙動は大きくは変わらないとしている。
非常停止後に力行操作がなく時速1～4km/hで移動していることも記録がされている。
非常停止時に一部の乗降ドアの異常開閉がみられた。
あわせて、本震の2分前の前震にて緊急停止を開始し、脱線時に列車は停車しており、ほとんどの逸脱防止装置が機能していたことより、被害拡大を防止できたものとされている。

## 復旧

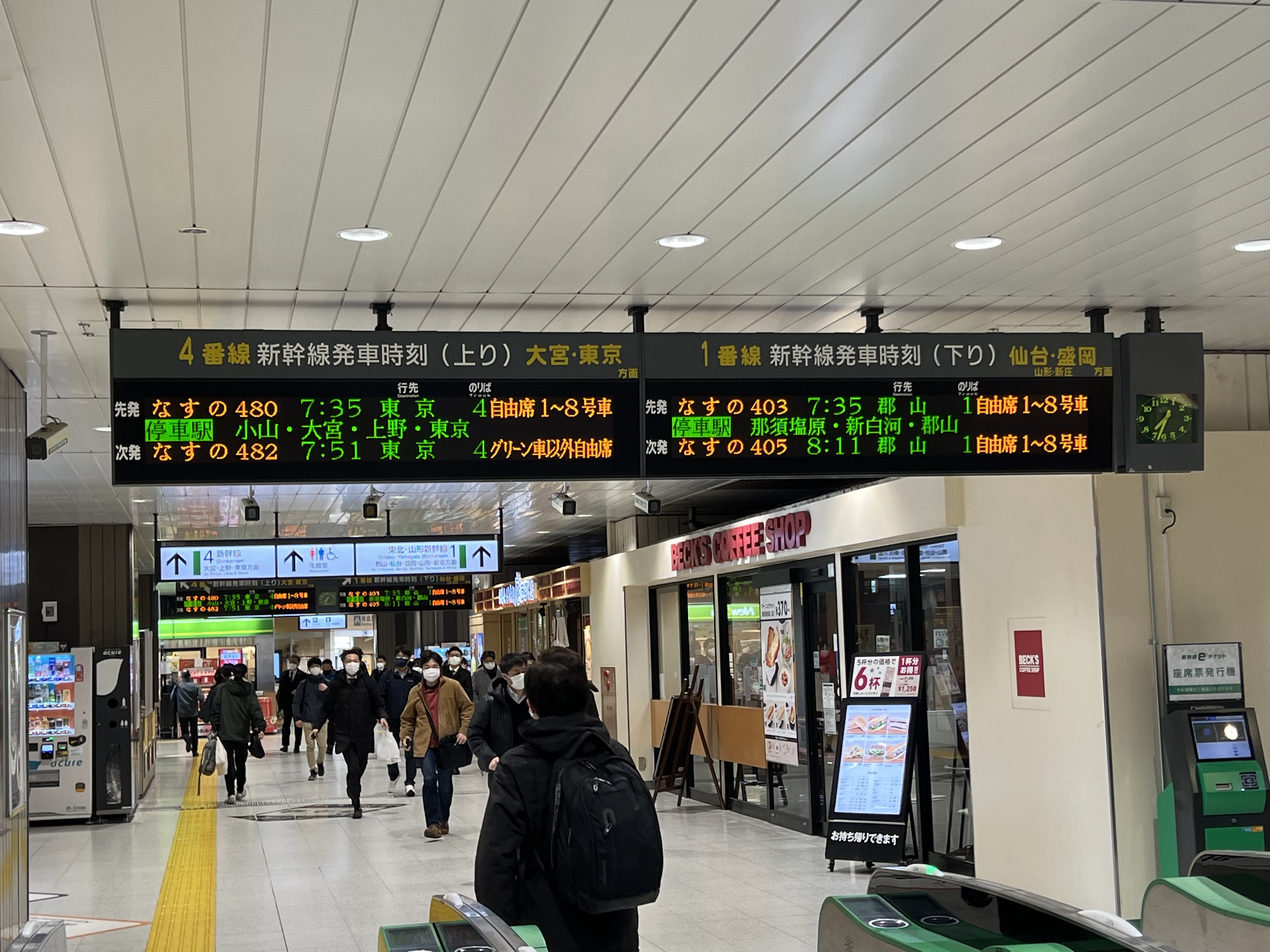
臨時ダイヤで運行時の宇都宮駅発車標(2022年3月24日撮影)

3月17日、東日本旅客鉄道（JR東日本）の市川東太郎副社長は「3月中の全線運転再開は厳しい（4月以降の見込み）」と発表した
4月5日、東日本旅客鉄道（JR東日本）は4月14日に全線運転再開すると発表した。当初は4月20日頃の全線再開を見込んでいたが、復旧作業は順調に進んだという。一部区間で徐行運転が必要なため、当面は8 - 9割ほどの本数の臨時ダイヤ運行。通常ダイヤに戻るのは5月の大型連休明け以降の見通しと発表した。その後、5月13日から通常ダイヤでの運転に戻った。
| 東北新幹線 北海道新幹線 | 東京 那須塩原間 | 那須塩原 郡山間 | 郡山 福島間  | 福島 仙台間  | 仙台 一ノ関間 | 一ノ関 盛岡間       | 盛岡 新青森間                                | 新青森 新函館北斗間                          | =                              | =                              | =                              |
| 秋田新幹線              | 東京 那須塩原間 | 那須塩原 郡山間 | 郡山 福島間  | 福島 仙台間  | 仙台 一ノ関間 | 一ノ関 盛岡間       | =                                            | =                                            | 盛岡 秋田間                    | =                              | =                              |
| 山形新幹線              | 東京 那須塩原間 | 那須塩原 郡山間 | 郡山 福島間  | =            | =             | =                   | =                                            | =                                            | =                              | 福島 山形間                    | 山形 新庄間                    |
| ----------------------- | --------------- | --------------- | ------------ | ------------ | ------------- | ------------------- | -------------------------------------------- | -------------------------------------------- | ------------------------------ | ------------------------------ | ------------------------------ |
| 3月16日 以前            | 通常運転        | 通常運転        | 通常運転     | 通常運転     | 通常運転      | 通常運転            | 通常運転                                     | 通常運転                                     | 通常運転                       | 通常運転                       | 通常運転                       |
| 3月17日                 | 本数減少        | 運転見合わせ    | 運転見合わせ | 運転見合わせ | 運転見合わせ  | 運転見合わせ        | 本数減少                                     | 本数減少                                     | 臨時ダイヤ 折り返し (直通中止) | 運転見合わせ                   | 運転見合わせ                   |
| 3月18日 - 3月22日       | 臨時ダイヤ      | 運転見合わせ    | 運転見合わせ | 運転見合わせ | 運転見合わせ  | 運転見合わせ        | 臨時ダイヤ 折り返し （東北・北海道直通中止） | 臨時ダイヤ 折り返し （東北・北海道直通中止） | 臨時ダイヤ 折り返し (直通中止) | 臨時ダイヤ 折り返し (直通中止) | 臨時ダイヤ 折り返し (直通中止) |
| 3月22日 - 4月1日        | 臨時ダイヤ      | 臨時ダイヤ      | 運転見合わせ | 運転見合わせ | 運転見合わせ  | 臨時ダイヤ 折り返し | 臨時ダイヤ 折り返し （東北・北海道直通中止） | 臨時ダイヤ 折り返し （東北・北海道直通中止） | 臨時ダイヤ 折り返し (直通中止) | 臨時ダイヤ 折り返し (直通中止) | 臨時ダイヤ 折り返し (直通中止) |
| 4月2日 - 4月3日         | 臨時ダイヤ      | 臨時ダイヤ      | 臨時ダイヤ   | 運転見合わせ | 運転見合わせ  | 臨時ダイヤ 折り返し | 臨時ダイヤ 折り返し （東北・北海道直通中止） | 臨時ダイヤ 折り返し （東北・北海道直通中止） | 臨時ダイヤ 折り返し (直通中止) | 臨時ダイヤ                     | 臨時ダイヤ                     |
| 4月4日 - 4月12日        | 臨時ダイヤ      | 臨時ダイヤ      | 臨時ダイヤ   | 運転見合わせ | 臨時ダイヤ    | 臨時ダイヤ          | 臨時ダイヤ                                   | 臨時ダイヤ                                   | 臨時ダイヤ                     | 臨時ダイヤ                     | 臨時ダイヤ                     |
| 4月14日 - 5月12日       | 臨時ダイヤ      | 臨時ダイヤ      | 臨時ダイヤ   | 臨時ダイヤ   | 臨時ダイヤ    | 臨時ダイヤ          | 臨時ダイヤ                                   | 臨時ダイヤ                                   | 臨時ダイヤ                     | 臨時ダイヤ                     | 臨時ダイヤ                     |
| 5月13日 以降            | 通常運転        | 通常運転        | 通常運転     | 通常運転     | 通常運転      | 通常運転            | 通常運転                                     | 通常運転                                     | 通常運転                       | 通常運転                       | 通常運転                       |

## 廃車
- 2022年6月発表 - 17両編成のうちH5系車両10両を所有するJR北海道は廃車する方針を明らかにした[38][39]。
- 2022年10月発表 - 17両編成のうちE6系車両7両を所有するJR東日本は事故に伴う車体内部への影響を確認できない点があるとして廃車手続きを進めると発表した[38][39]。
- 2022年12月判明 - H5系H2編成は2022年9月16日付で廃車となり[40]、このうちH523－2、H526－102、H525－2、H526－402、H515－2、H514－2の6両が函館新幹線総合車両所内の車両総合訓練設備「H296ふくろう」に転用されている[41]。
- 2024年2月判明 - E6系Z9編成は2023年12月18日付で廃車となり[42]、このうちE627-9、E629-9、E621-9の3両が新幹線総合車両センター内の車両総合訓練設備「TEC-BASE（テックベース）」に転用されている[43]。